# TOR Dobrzeń Wielki
TOR Dobrzeń Wielki – polski klub piłkarski z siedzibą w Dobrzeniu Wielkim, założony w 1926 roku. W sezonie 2024/2025 występuje w klasie okręgowej, gr. opolskiej I.
Klub został założony w 1926 roku jako VfR (Verein fur Rasenspiele) Gross Döbern. Po II wojnie światowej przyjął najpierw nazwę Koło Sportowe "Odra", a następnie w 1949 KS "Włókniarz". W 1967 zmieniono nazwę na Terenowe Koło Sportowe "Pogoń", a w 1978 na Ludowy Zespół Sportowy TOR przy Państwowym Ośrodku Maszynowym (POM).

## Informacje ogólne
- Pełna nazwa: Stowarzyszenie Kultury Fizycznej Ludowy Zespół Sportowy TOR Dobrzeń Wielki
- Data założenia: 11 sierpnia 1926
- Barwy klubowe: niebiesko-biało-zielone
- Adres: ul. Sportowa 1, 46-081 Dobrzeń Wielki
- Stadion: Stadion w Dobrzeniu Wielkim

pojemność: 1.300 (800 miejsc siedzących, 90% zadaszone oraz oddzielny sektor dla kibiców gości, mogący pomieścić 250 kibiców)
oświetlenie: jest
wymiary boiska: 105 m x 65 m
- Zespoły: I drużyna seniorów II drużyna seniorów juniorzy młodsi trampkarze młodzicy orliki żaki skrzaty

- Prezes: Grzegorz Benedyk (od marca 2023 r.)
- Trener: Wojciech Kaszub (od listopada 2024 r.)

## Sukcesy
- Awans do III ligi w 2004 (16. miejsce)
- Awans do III ligi w 2006 (16. miejsce)
- Awans do III ligi w 2008 roku
- Awans do IV ligi w 2018 roku
- Awans do IV ligi w 2021 roku

## Ciekawostki
- Skrótowiec TOR oznacza: Techniczną Obsługę Rolnictwa[1].
- Każdego roku klub organizuje Dobrzeński Festyn Pokoleniowy, który przyciąga do Dobrzenia Wielkiego kilka tysięcy osób[2]. Wydarzenie odbywa się w sierpniu – zawsze tydzień przed miejscowym odpustem ku czci św. Rocha.
- Akademia TOR Dobrzeń Wielki współpracuje z Akademią Piłkarską Górnika Zabrze[3].
- Filią Akademii TOR-u Dobrzeń Wielki jest Akademia TOR-Polonia Karłowice.
- TOR Dobrzeń Wielki, oprócz sekcji piłki nożnej mężczyzn, posiada też sekcję piłki ręcznej kobiet[4].